# Cimetière américain du bois Belleau
Pour les articles homonymes, voir Bois Belleau (homonymie).
 (septembre 2020).
Si vous disposez d'ouvrages ou d'articles de référence ou si vous connaissez des sites web de qualité traitant du thème abordé ici, merci de compléter l'article en donnant les références utiles à sa vérifiabilité et en les liant à la section « Notes et références ».
Pour un article plus général, voir Sites funéraires et mémoriels de la Première Guerre mondiale (Front Ouest).
Le cimetière américain du Bois Belleau est situé à Belleau dans le département de l'Aisne. Il est géré par l'American Battle Monuments Commission.

## Cimetière militaire
Ce cimetière, d'une superficie de 21,25 ha, est situé au pied de la colline sur laquelle se trouve le bois Belleau où beaucoup de ceux enterrés dans le cimetière perdirent la vie. Fondé lors de la Première Guerre mondiale par les services américains d'enregistrement des sépultures, ce cimetière temporaire était connu comme le cimetière no 1764 - Belleau Wood du corps expéditionnaire américain. Lorsque le congrès autorisa, en 1921, son maintien en tant que l'un des huit cimetières permanents de la Première Guerre mondiale en terre étrangère, un accord fut passé avec le gouvernement français garantissant la jouissance des terres occupées à perpétuité, à titre gracieux sans aucun impôt ou taxe.
Le cimetière a la forme générale d'un « T ». La chapelle domine légèrement la barre transversale du « T » formée par les deux carrés de tombes, ceux-ci se déployant en un léger arc convexe de part et d'autre de l'allée centrale. Ils sont dominés par deux mâts porte-drapeaux.
Les carrés de tombes se déploient de part et d'autre de l'extrémité sud du mail, le carré A à gauche et le carré B à droite qui contiennent chacun treize rangées de tombes. Une étoile de David surmonte les tombes des soldats de confession israélite, une croix latine toutes les autres. Parmi les 2 289 sépultures de cette nécropole, 251 contiennent les dépouilles de combattants qui n'ont pu être identifiés. Ceux qui reposent au cimetière sont originaires des 48 États américains de l'époque et du district de Columbia.
La grande allée conduisant du portail d'entrée aux carrés des tombes est bordée de platanes et de rosiers polyantha. Des massifs colorés de forsythias, lauriers[Lesquels ?], buis, cognassiers, deutzias, seringas et magnolias délimitent les carrés de tombes au nord. Des massifs de rosiers polyantha bordent le mail jusqu'aux marches de la chapelle.

## Chapelle-mémorial

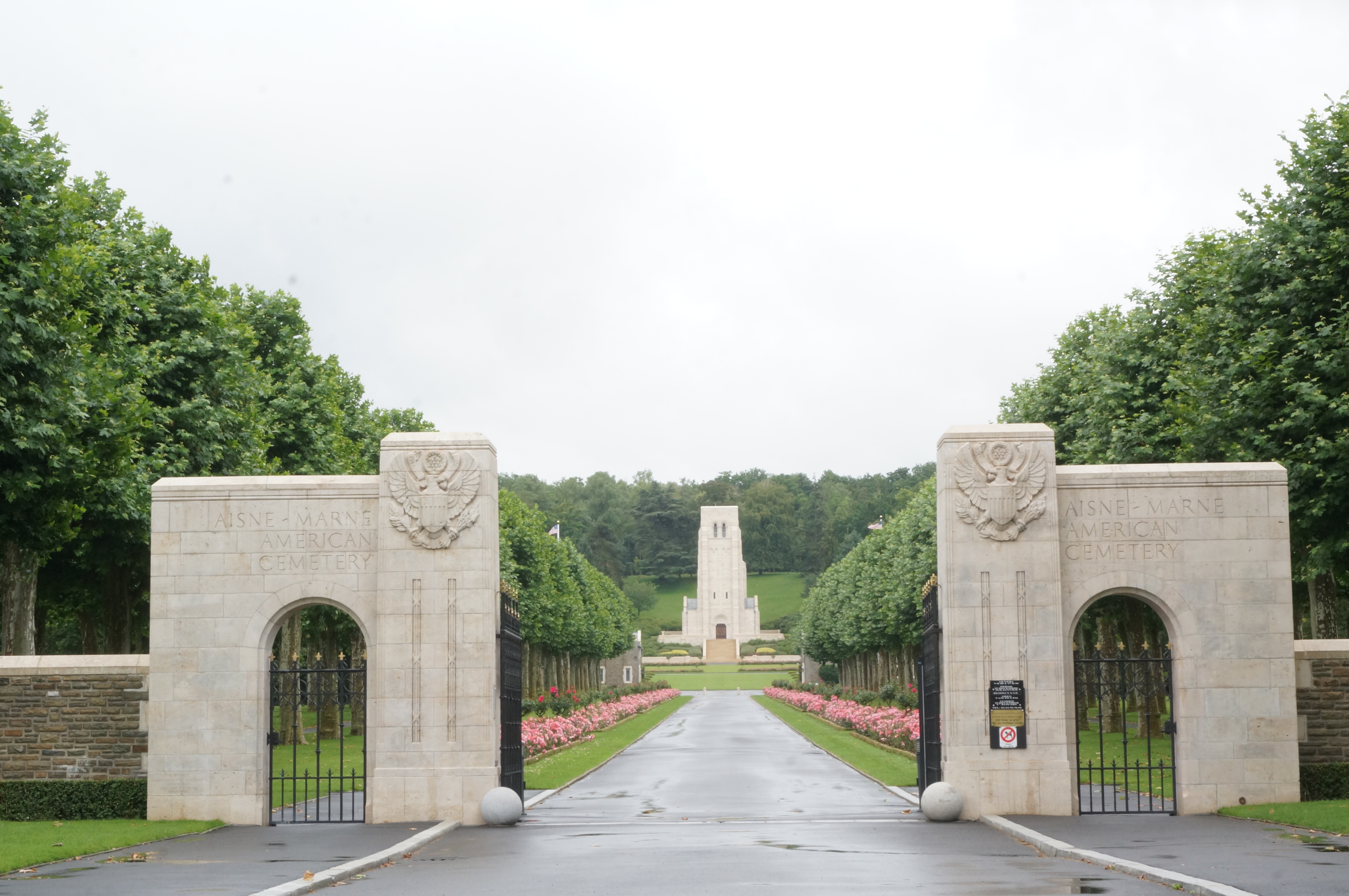

La chapelle fut érigée au-dessus des tranchées de la ligne de front creusées par la 2e division américaine pour défendre le bois Belleau après sa capture le 25 juin 1918. S'élevant à plus de 24 mètres, c'est un exemple de l'architecture romane française. Ses marches extérieures, ses murs et sa terrasse sont en pierre calcaire de Saint-Maximin, Savonnières et Massangis. Les sculptures encadrant l'entrée décrivent des scènes de tranchées de la Première Guerre mondiale. Dans le tympan au-dessus de l'entrée une sculpture représente un croisé en armure, défenseur du droit, flanqué des écussons des États-Unis et de la France entrelacés avec des branches de chênes, symbole de la traditionnelle coopération entre les deux pays. Les insignes des divisions américaines qui combattirent dans la région, ainsi que l'emblème américain, sont gravés dans des écussons au sommet de la tour. Onze motifs ont été sculptés sur les chapiteaux des colonnes : les baïonnettes représentent l'infanterie, le canon : l'artillerie, les chars : l'armée blindée, les mitrailleuses lourdes croisées : les unités de mitrailleuses, les hélices : l'aviation, les caissons de munitions : l'intendance, une planche à dessin : le génie, la croix grecque et le caducée : les unités sanitaires, un moteur d'avion : les mécaniciens de l'aviation, une tête de mule sur laquelle est gravée « 8 Chev » : les wagons français utilisés pour transporter 40 hommes ou 8 chevaux, et enfin des feuilles de chêne : le service juridique de l'armée. Des flèches d'orientation indiquant les distances de points d'intérêt historique sont gravées sur les rebords des fenêtres. Des sculptures de têtes d'hommes et de femmes ayant servi dans les forces alliées durant la Première Guerre mondiale apparaissent sous les ouvertures de la tour : un soldat français, une infirmière française, un aviateur américain, un soldat écossais, un soldat russe, un soldat portugais, un aviateur canadien et une conductrice britannique. Les mêmes visages apparaissent de chaque côté de la chapelle dans un ordre différent. 
Des détériorations datant de la Seconde Guerre mondiale ont été réparées.
À l'intérieur de la chapelle au-dessus de l'entrée, le mur porte l'inscription suivante : « Les noms gravés sur ses murs sont ceux des soldats américains qui combattirent dans la région et qui reposent dans des tombes inconnues. » Les noms des 1 060 disparus sont inscrits sur les murs de la chapelle. Cinq vitraux ornent la chapelle. Le regard est attiré par l'autel de marbre italien, sculpté et doré. Sur la partie supérieure de l'autel, des sculptures représentant un hibou : symbole du courage et une balance : symbole de la justice. Sous ces représentations, les six vertus que sont la sagesse, le courage, la justice, la foi, l'espoir et la charité, figurent sur deux rangées.
Le Mémorial est l'œuvre des architectes américains Cram et Fergusson (en). Le décor de la chapelle fut conçu par la société américaine William F. Ross et Cie, et exécuté par le Français Alfred-Alphonse Bottiau.
En 1934, le président des États-Unis confia la gestion de ce cimetière, inauguré le 30 mai 1937, jour du Memorial Day, à l'American Battle Monuments Commission.

## En images

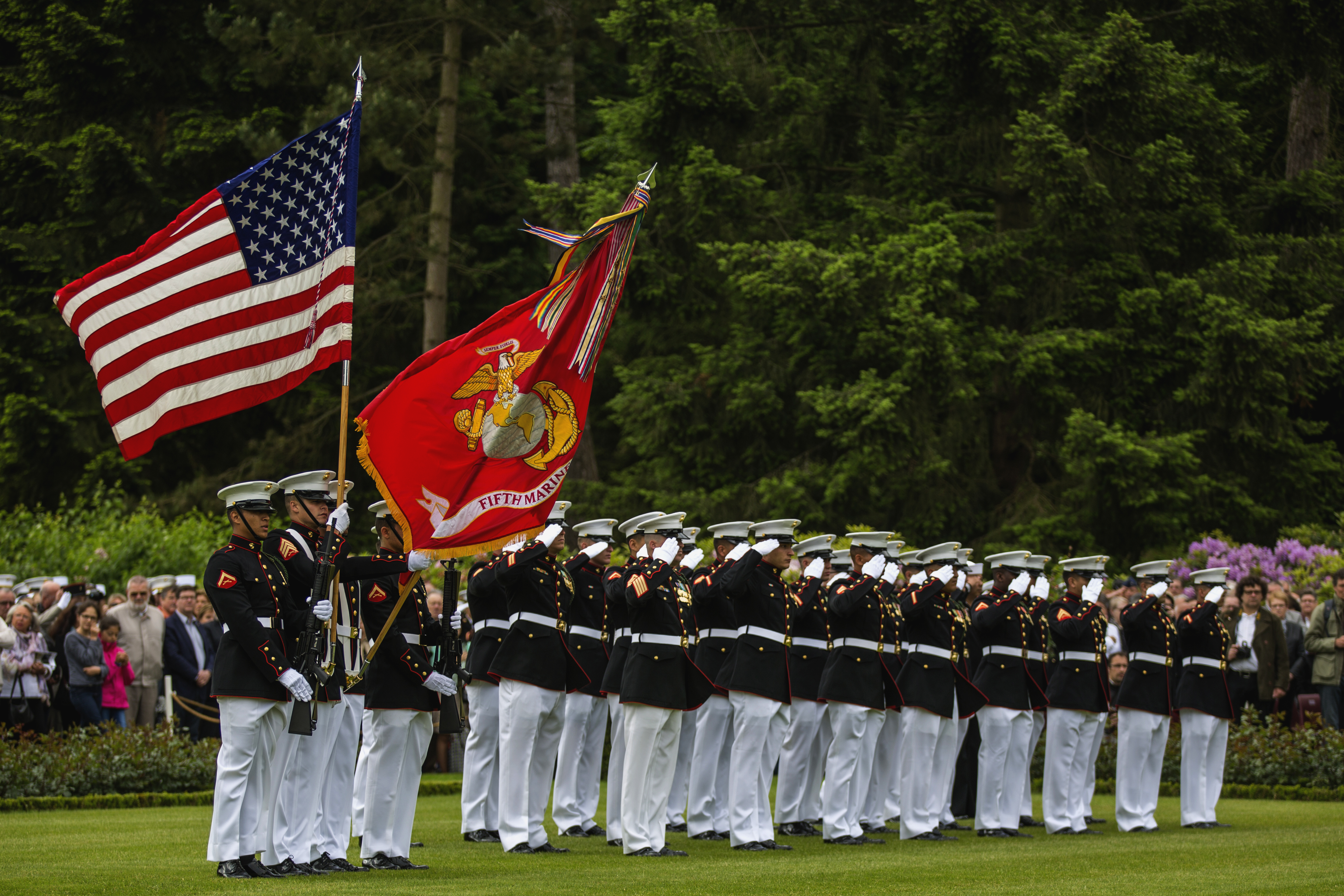
Commémoration par les Marines.
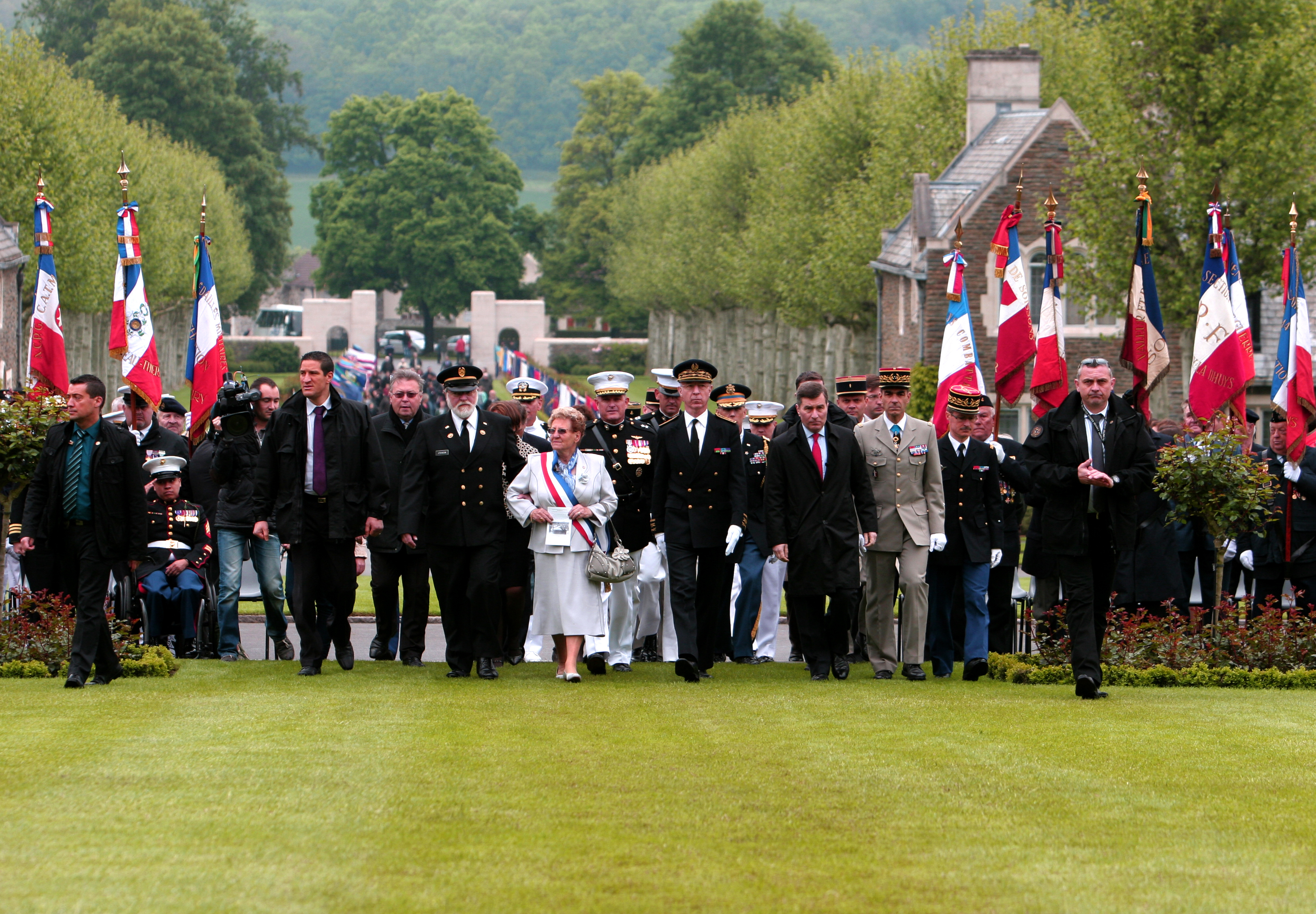
Les officiels en 2013.
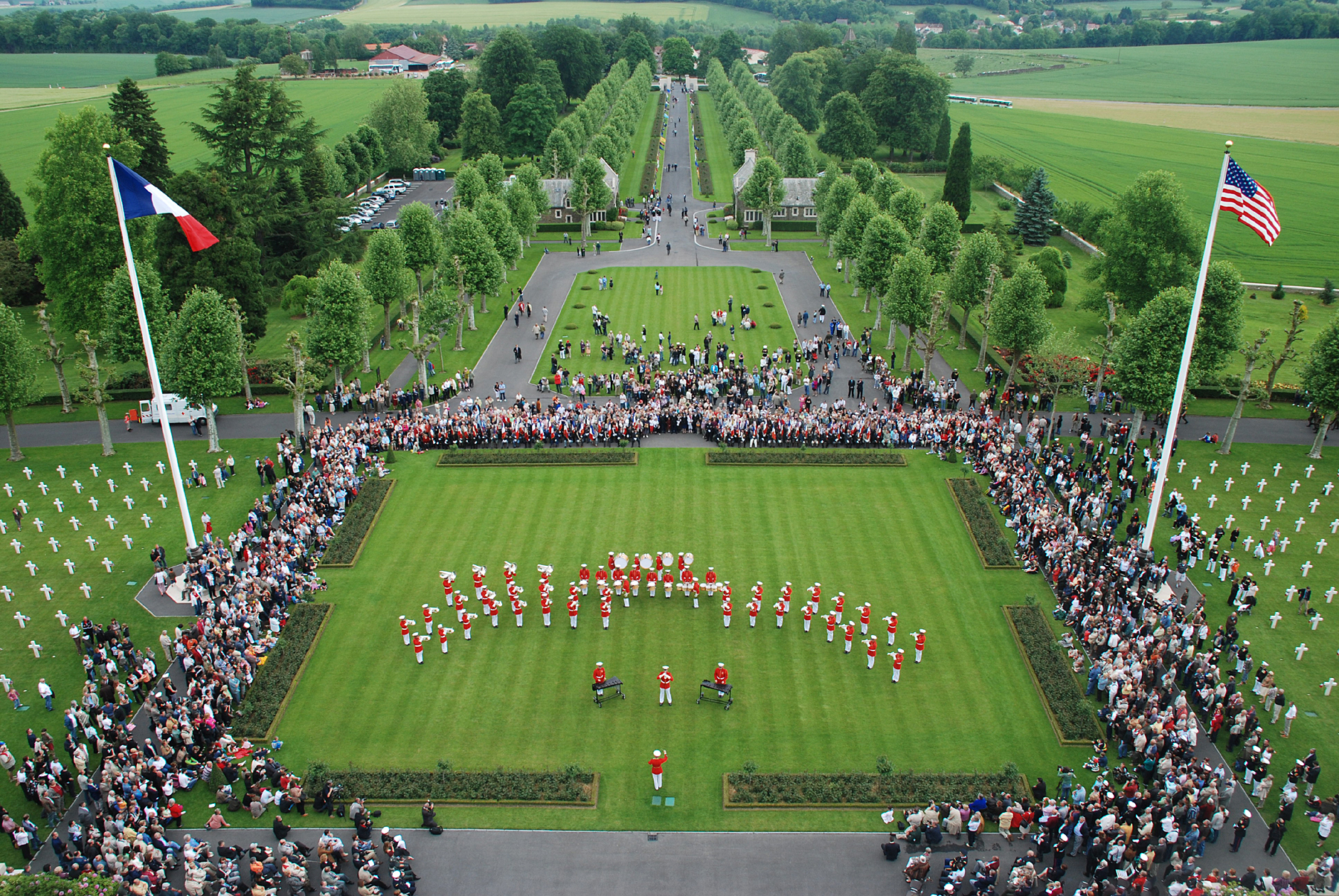
Vue d'ensemble.

## Controverses
Le 10 novembre 2018, au milieu des cérémonies à Paris pour marquer le 100e anniversaire de la fin de la guerre, une visite prévue du président Donald Trump au cimetière américain de Bois Belleau a été annulée, apparemment en raison du transport par hélicoptère empêché par une faible couverture nuageuse et une pluie légère et régulière. Par contre, le chef d'état-major de la Maison Blanche John F. Kelly et le chef d'État-Major des armées des États-Unis Joseph Dunford ont visité le cimetière américain. 
Le 3 septembre 2020, un article du journal The Atlantic a rapporté que Donald Trump avait qualifié les soldats enterrés au cimetière américain « de perdants et de crétins » pour avoir été tués et qu'il avait décidé de ne pas visiter le cimetière parce que le temps lui gâcherait les cheveux. L'article aurait été vérifié par des hauts fonctionnaires de l'administration (anonymes) et corroboré par la correspondante de Fox News, Jennifer Griffin (en). Donald Trump et d'autres responsables ont nié les commentaires.
Pour sa part, le président Joe Biden s’est rendu au cimetière de Bois Belleau le 9 juin 2024.